# Токоро Хідео
Хідео Токоро (нар. 22 серпня 1977) — японський боєць змішаних єдиноборств, що професійно виступає 2000 року у легких вагових категоріях. Також раніше змагався в вале тудо ZST, Shooto, RINGS та K-1 Hero's.

## Змішана кар'єра бойових мистецтв
Токоро вперше брав участь у змішаних єдиноборствах в 1999 році коли приєднавшися до тренажерного залу «Кенічі Ямамото)» Power of Dream. Він дебютував у Чемпіонаті «Титан» 2000 року та перейшов до кількох промоушенів, серед яких Shooto, ZST та K-1, остання з яких дала йому контракт на HERO'S Action MMA. До того часу боїв було недостатньо щоб заробити собі на життя, Токоро працював неповний робочий день як двірник — K-1 створював цим образ покірного, працьовитого андердога.

### ZST
В 2003 зустрівся з брутальним литовським нокаутером Ремігіюсом Моркявічюсом якому жостко програв технічним нокаутом серією ударів коліном. Майже через рік Хідео помстився принизливим підкоренням.

### Heroes
Токоро дебютував на HERO'S 2005 року у чвертьфіналі Гран-Прі у легкій вазі. Він виступив проти високо оціненого Олександра Франка Ногейри, і шокував швидкою перемогою больовим. У другому турі програв раунд ветерану Shooto Каолу Уно одностійним рішенням.
31 грудня 2005 року Токоро зіткнувся з Ройсом Грейсі представником легендарної родини Грейсі на K-1 PREMIUM!!! у широко оприлюдненому матчі. У поєдинку були особливі умови, оскільки Ройсу не були потрібні рішення та 10-хвилинні раундів і вагових обмежень, бразилець переважував Токоро на 40 фунтів. І все-таки Хідео відмінно показав себе у стійці змусивши Грейсі вдатися до традиційного партеру.
Японець побив обличчя опонента до крові у першому ж раунді але програвав у боротьбі. Матч закінчився внічию, як було передбачено, але Токоро багато хто вважав моральним переможцем, що підвищило його популярність.
На K-1 PREMIUM Dynamite !!! У 2006 році Токоро зіткнувся з іншим членом сім'ї Грейсі, братом Ройса, Ройлером, за правилами, подібним до минулих. Бразилець успішно перевів бій в партер, але Токоро контратакував знизу невпинно намагаючись підкорити суперника. Повернувшись на ноги, Грейсі намагався вчепитися в суперника але Хідео приземлився важким стрибком коліном і ударив Ройлера вниз ударами. Японець на мить отримав травму після невдалої спроби блокування Кімури, але він переміг Грейсі і контролював його до кінця матчу, отримавши перемогу рішенням.
У 2007 році Токоро зіткнувся з легендою RINGS Кіоші Тамурою. Важчий Тамура скористався своєю перевагою у боротьбі що змусило Токоро пережити безліч підкорень і використовувати кожну можливість для перемоги. У третьому раунді Тамура замок Кімури, і хоча він не міг скрутити руку але розтягнув її. Токоро довго не хотів здаватися, але матч був згодом відкликаний поданням.

### DREAM
Токоро змагався у гран-прі DPEAM, де він програв у першому раунді Дайкі Хаті, але був повернений в турнір і переміг Абеля Кюллума у другому раунді, програв Хіроюкі Такая в півфінали.
Токоро зіткнувся з Антоніо Бануелосом у вступному раунді Гран-прі Бантаміг у DREAM 17 на Saitami Super Arena у Сайтамі. Він програв бій через роздільним рішенням.

### Вале Тудо Японія
Токоро зіткнувся з Руміною Сато на Вале Тудо, Японія 2012, 24 грудня 2012 року. Токоро в першому раунді переміг Сато технічним нокаутом.
Потім він зіткнувся з Тейлором МакКоррістоном у Вале Тудо Японія: VTJ 2nd 22 червня 2013 року. Токоро виграв бій за допомогою подання гачка на підборах.
У своєму останньому поєдинку в цій організації Токоро зіткнувся з ветераном UFC Віллом Кампузано. Він програв бій через роздільним рішенням.

### Bellator
Токоро дебютував на Bellator проти ЕлСі Девіса 27 березня 2015 року на Bellator 135. Він програв поєдинок роздільним рішенням.
Райзін
У дебюті за Федерацію боротьби «Різін» Токоро зіткнувся з Кізаемоном Сіагою 29 грудня 2015 року. Він виграв поєдинок підкоренням в першому раунді.
У своєму другому поєдинку за просування Токоро зіткнувся з Кроном Грейсі 25 вересня 2016 року на Rizin World Grand-Pri 2016. Він програв поєдинок через підкорення в першому раунді.
У своєму третьому поєдинку за просування Токоро зіткнувся з Асеном Ямамото 31 грудня 2016 року на Гран-Прі Rizin World 2016: заключний раунд. Він виграв поєдинок через підкорення в першому раунді.
У своєму останньому Токоро зіткнувся з Кйоджі Хорігучі в першому раунді Гран-прі «Різін Бантаг» 30 липня 2017 року. Він програв поєдинок нокаутом у першому раунді.